# Accademia Bengalese
La Paschimbanga Bangla Akademi è un'istituzione culturale fondata dal Governo del Bengala Occidentale nel 1986 per promuovere la lingua bengali, la sua letteratura e la cultura. Ha sede a Calcutta, centro nevralgico della cultura bengali.
L'Accademia svolge un ruolo importante nella conservazione e diffusione del patrimonio linguistico bengali. Sostiene scrittori, ricercatori e accademici attraverso pubblicazioni, conferenze e concorsi letterari.

## Storia
La Paschimbanga Bangla Akademi è stata fondata ufficialmente il 20 maggio 1986 a Calcutta ed è supervisionata dal Dipartimento dell'informazione e della cultura del governo del Bengala Occidentale. È ispirata ad istituzioni come la Bangla Akademi del Bangladesh e l'Académie française, e agisce come ente normativo linguistico.

## Obiettivi
L'obiettivo principale dell'Accademia è unificare e riformare l'ortografia e la grammatica bengali, compilare dizionari, enciclopedie e terminologie, e promuovere la lingua e cultura bengali in Bengala Occidentale. Fornisce anche una piattaforma per autori e studiosi per pubblicare e diffondere le proprie opere, e organizza seminari e concorsi di scrittura per incoraggiare la letteratura giovanile.

## Attività
Durante l'anno, la Paschimbanga Bangla Akademi organizza conferenze, dibattiti e seminari su temi linguistici, letterari e culturali. Uno degli eventi più importanti è la celebrazione della Giornata Internazionale della Lingua Madre il 21 febbraio.
Assegna anche premi letterari annuali per opere eccezionali in poesia, prosa, saggistica e critica letteraria.

## Pubblicazioni
L'Accademia pubblica dizionari, riviste e opere enciclopediche. Tra le pubblicazioni più importanti figura la collezione *Rabindra Rachanabali*, edizione completa delle opere di Rabindranath Tagore.

## Collaborazioni internazionali
L'Accademia collabora con istituzioni simili, in particolare con la Bangla Akademi del Bangladesh. Insieme promuovono progetti letterari e culturali che rafforzano i legami tra le comunità bengalesi dell'India e del Bangladesh.

## Relazioni con la Francia
L'Accademia intrattiene relazioni con istituzioni francesi come l'Alliance Française du Bengale e il Consolato generale di Francia a Calcutta. Hanno organizzato eventi culturali congiunti, tra cui festival letterari e programmi di scambio culturale. Queste iniziative promuovono il dialogo culturale tra Bengala e Francia nel rispetto della diversità linguistica e del patrimonio letterario.

## Sede
La sede principale si trova nel complesso Nandan-Rabindra Sadan a Calcutta, noto centro della cultura bengali. Il complesso ospita teatri, gallerie d'arte e spazi per musica e arti performative, ed è il contesto ideale per le attività culturali e didattiche dell'Accademia.